# Abdula Bagamaev
Abdula Musaevič Bagamaev (in russo Абдула Мусаевич Багамаев?; Njagan', 18 ottobre 2004) è un calciatore russo, centrocampista della Dinamo Vladivostok in prestito dal Fakel Voronež.

## Carriera
Bagamaev è cresciuto nel settore giovanile della Lokomotiv Mosca, con cui ha debuttato il 28 agosto 2022 nell'incontro di Prem'er-Liga vinto 5-1 contro l'Orenburg. Il 30 giugno 2023 è passato a titolo gratuito al Fakel Voronež, con la Lokomotiv che ha mantenuto una clausola di riacquisto; durante la stagione 2023-2024 ha giocato 7 partite nella prima divisione russa.

## Statistiche

### Presenze e reti nei club
Statistiche aggiornate al 7 agosto 2024.
| Stagione        | Squadra         | Campionato      | Campionato | Campionato | Coppe nazionali | Coppe nazionali | Coppe nazionali | Coppe continentali | Coppe continentali | Coppe continentali | Altre coppe | Altre coppe | Altre coppe | Totale | Totale | Totale |
| Stagione        | Squadra         | Comp            | Pres       | Reti       | Comp            | Pres            | Reti            | Comp               | Pres               | Reti               | Comp        | Pres        | Reti        | Pres   | Reti   |        |
| --------------- | --------------- | --------------- | ---------- | ---------- | --------------- | --------------- | --------------- | ------------------ | ------------------ | ------------------ | ----------- | ----------- | ----------- | ------ | ------ | ------ |
| 2022-2023       | Lokomotiv Mosca | PL              | 1          | 0          | CR              | 0               | 0               |                    | -                  | -                  |             | -           | -           | 1      | 0      |        |
| 2023-2024       | Fakel Voronež   | PL              | 7          | 0          | CR              | 4               | 0               |                    | -                  | -                  |             | -           | -           | 11     | 0      |        |
| 2024-2025       | Fakel Voronež   | PL              | 0          | 0          | CR              | 1               | 0               |                    | -                  | -                  |             | -           | -           | 1      | 0      |        |
| Totale carriera | Totale carriera | Totale carriera | 8          | 0          |                 | 5               | 0               |                    | -                  | -                  |             | -           | -           | 13     | 0      |        |